# Xanthomixis
Xanthomixis (Sharpe, 1881) è un genere di uccelli passeriformi della famiglia Bernieridae.

## Etimologia
Il nome scientifico del genere, Xanthomixis, deriva dall'unione della parola greche ξανθος (xanthos, "giallo") con Neomixis, in riferimento all'aspetto di questi uccelli.

## Descrizione
I tetraka sono uccelletti di piccole dimensioni (14–16 cm) simili a merli in miniatura, con testa arrotondata, grandi occhi, becco sottile e appuntito, forti zampe, ali arrotondate e coda dall'estremità squadrata. Il piumaggio varia a seconda della specie ma è generalmente bruno-olivastro su testa, dorso, ali e coda, mentre gola, petto e ventre sono gialli: due specie presentano testa grigia con gola bianca.

## Biologia
Le specie ascritte al genere sono uccelli diurni, monogami che vivono da soli o in gruppetti familiari e si nutrono principalmente d'insetti.

## Distribuzione e habitat
Il genere è endemico del Madagascar, del quale tre specie popolano in genere porzioni più o meno ampie della foresta pluviale collinare o montana della fascia orientale del paese, mentre una singola specie (il tetraka di Appert) popola un areale circoscritto a una piccola zona del sud-ovest dell'isola.

## Tassonomia
Al genere vengono ascritte quattro specie:
Genere Xanthomixis
- Xanthomixis zosterops (Sharpe, 1875) - tetraka beccocorto
- Xanthomixis apperti (Colston, 1972) - tetraka di Appert
- Xanthomixis tenebrosa (Stresemann, 1925) - tetraka bruno
- Xanthomixis cinereiceps (Sharpe, 1881) - bulverde corona grigia

Nell'ambito della famiglia Bernieridae, Xanthomixis forma un clade basale assieme a Crossleyia: all'interno del genere sono identificabili un clade formato dalle specie sorelle apperti e cinereiceps ed un secondo clade più basale formato dalle specie zosterops e tenebrosa, con quest'ultima che presenterebbe strettissima affinità col summenzionato Crossleyia, mettendo a rischio la monofilia del taxon.